# Echo (Oregon)
Pour les articles homonymes, voir Echo.
Echo est une municipalité américaine située dans le comté d'Umatilla en Oregon.
Lors du recensement de 2010, sa population est de 699 habitants. La municipalité s'étend sur 0,58 milles carrés (1,5 km2).
La localité doit son nom à la fille de son fondateur, Echo Koontz. Elle devient une municipalité le 9 mars 1904.